# Élections cantonales de 2008 dans l'Aisne
Les élections cantonales ont eu lieu les 9 et 16 mars 2008.

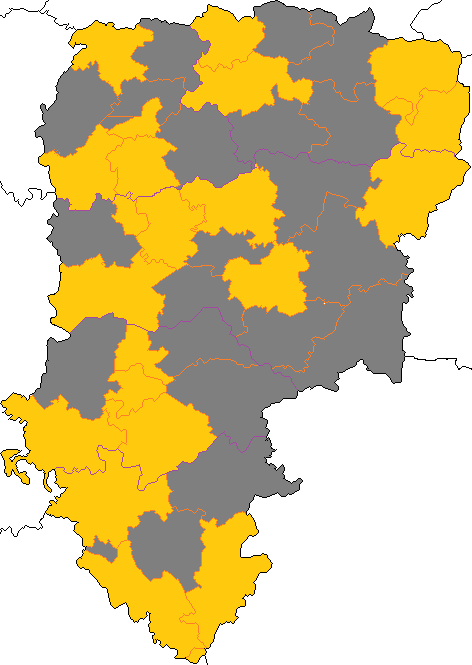
Carte des cantons renouvelables lors des élections cantonales en gris

## Contexte départemental

### Assemblée départementale sortante
Le conseil général de l'Aisne est présidé par Yves Daudigny (PS). Il comprend 42 conseillers généraux issus des 42 cantons de l'Aisne. 21 d'entre eux sont renouvelables lors de ces élections. 
| Parti                             | Sigle | Élus |
| --------------------------------- | ----- | ---- |
| Majorité (26 sièges)              |       |      |
| Parti socialiste                  | PS    | 16   |
| Initiative démocratique de gauche | IDG   | 5    |
| Parti communiste français         | PCF   | 4    |
| Parti radical de gauche           | PRG   | 1    |
| Opposition (16 sièges)            |       |      |
| Divers droite                     | DVD   | 9    |
| Union pour un mouvement populaire | UMP   | 7    |
| Président du Conseil général      |       |      |
| Yves Daudigny (PS)                |       |      |

## Résultats à l'échelle du département
| Étiquette      | Étiquette                         | Premier tour | Premier tour | Second tour | Second tour | Total |
| Étiquette      | Étiquette                         | Voix         | %            | Voix        | %           | Total |
| -------------- | --------------------------------- | ------------ | ------------ | ----------- | ----------- | ----- |
|                | Parti socialiste                  | 27 776       | 22,01        | 19 044      | 30,01       | 6     |
|                | Divers gauche                     | 24 056       | 19,06        | 14 727      | 23,28       | 5     |
|                | Parti communiste français         | 14 877       | 11,79        |             |             | 3     |
|                | Les Verts                         | 985          | 0,78         |             |             |       |
| Gauche         | Gauche                            | 67 694       | 54,6         | 33 771      | 53,29       | 14    |
|                |                                   |              |              |             |             |       |
|                | Union pour un mouvement populaire | 17 439       | 13,82        | 8 236       | 13,02       | 2     |
|                | Divers droite                     | 26 296       | 20,84        | 19 660      | 31,08       | 5     |
|                | Front national                    | 12 983       | 10,29        | 1 112       | 1,76        | 0     |
|                | Mouvement démocrate               | 468          | 0,37         |             |             |       |
|                | Nouveau Centre                    | 195          | 0,15         |             |             |       |
| Droite         | Droite                            | 57 381       | 45,47        | 29 008      | 45,86       | 7     |
|                |                                   |              |              |             |             |       |
|                | Divers                            | 1 126        | 0,89         | 483         | 0,76        |       |
|                |                                   |              |              |             |             |       |
| Inscrits       | Inscrits                          | 195 176      | 100,00       | 113 776     | 100,00      |       |
| Abstentions    | Abstentions                       | 63 365       | 32,47        | 48 148      | 42,32       |       |
| Votants        | Votants                           | 131 811      | 67,53        | 65 628      | 57,68       |       |
| Blancs et nuls | Blancs et nuls                    | 5 610        | 4,26         | 2 366       | 3,61        |       |
| Exprimés       | Exprimés                          | 126 201      | 95,74        | 63 262      | 96,39       |       |

### Résultats en nombre de sièges
| Parti | Sièges mis en jeu | Élus | Évolution |
| ----- | ----------------- | ---- | --------- |
| UMP   | 3                 | 2    | -1        |
| PS    | 6                 | 6    | =         |
| DVD   | 6                 | 5    | -1        |
| DVG   | 3                 | 4    | +1        |
| PCF   | 3                 | 4    | + 1       |

### Assemblée départementale à l'issue des élections
| Parti                             | Sigle | Élus |
| --------------------------------- | ----- | ---- |
| Majorité (28 sièges)              |       |      |
| Parti socialiste                  | PS    | 16   |
| Initiative démocratique de gauche | IDG   | 6    |
| Parti communiste français         | PCF   | 5    |
| Parti radical de gauche           | PRG   | 1    |
| Opposition (14 sièges)            |       |      |
| Divers droite                     | DVD   | 8    |
| Union pour un mouvement populaire | UMP   | 6    |
| Président du Conseil général      |       |      |
| Yves Daudigny (PS)                |       |      |

### Liste des élus
| Canton                     | Conseiller sortant  | Étiquette | Étiquette | Candidat élu        | Étiquette | Étiquette |
| -------------------------- | ------------------- | --------- | --------- | ------------------- | --------- | --------- |
| Aubenton                   | Bernard Noé         |           | DVD       | Bernard Noé         |           | DVD       |
| Catelet                    | Raymond Froment     |           | PCF       | Raymond Froment     |           | PCF       |
| Charly-sur-Marne           | Georges Fourré      |           | DVG       | Georges Fourré      |           | DVG       |
| Condé-en-Brie              | Éric Mangin         |           | UMP       | Éric Mangin         |           | UMP       |
| Coucy-le-Château-Auffrique | Jean-Claude Dumont  |           | PCF       | Jean-Claude Dumont  |           | PCF       |
| Crécy-sur-Serre            | Bernard Ronsin      |           | DVD       | Bernard Ronsin      |           | DVD       |
| La Fère                    | Raymond Deneuville  |           | UMP       | Frédéric Mathieu    |           | IDG       |
| Guise                      | Daniel Cuvelier     |           | PS        | Daniel Cuvelier     |           | PS        |
| Hirson                     | Jean-Jacques Thomas |           | PS        | Jean-Jacques Thomas |           | PS        |
| Laon-Sud                   | René Dosière*       |           | PS        | Thierry Délerot     |           | PS        |
| Moÿ-de-l'Aisne             | Bernard Testu*      |           | UMP       | Frédéric Martin     |           | PS        |
| Neuilly-Saint-Front        | André Rigaud        |           | DVD       | André Rigaud        |           | DVD       |
| Oulchy-le-Château          | Hervé Muzart        |           | UMP       | Hervé Muzart        |           | UMP       |
| Rozoy-sur-Serre            | Joseph Braem*       |           | PS        | Nicolas Fricoteaux  |           | DVD       |
| Saint-Quentin-Sud          | Serge Monfourny*    |           | IDG       | Jean-Claude Capelle |           | IDG       |
| Saint-Simon                | Roland Renard       |           | IDG       | Roland Renard       |           | IDG       |
| Soissons-Nord              | Patrick Day         |           | PS        | Patrick Day         |           | PS        |
| Soissons-Sud               | Pascal Tordeux      |           | DVD       | Serge Vallée        |           | PCF       |
| Tergnier                   | Michel Carreau      |           | PCF       | Michel Carreau      |           | PCF       |
| Villers-Cotterêts          | Michel Laviolette   |           | DVD       | Michel Laviolette   |           | DVD       |
| Wassigny                   | Charles Wattelle    |           | PS        | Charles Wattelle    |           | PS        |

*Conseillers généraux sortants ne se représentant pas

## Résultats par canton

### Canton d'Aubenton
| Candidats      | Candidats        | Étiquette      | Premier tour | Premier tour |
| Candidats      | Candidats        | Étiquette      | Voix         | %            |
| -------------- | ---------------- | -------------- | ------------ | ------------ |
|                | Bernard Noé*     | DVD            | 1 145        | 53,33        |
|                | Gérard Manteau   | PS             | 439          | 20,45        |
|                | Jean-Guy Renaud  | DVD            | 230          | 10,71        |
|                | Françoise Devaux | PCF            | 183          | 8,52         |
|                | Pierre Chabot    | FN             | 150          | 6,99         |
|                |                  |                |              |              |
| Inscrits       | Inscrits         | Inscrits       | 2 611        | 100,00       |
| Abstentions    | Abstentions      | Abstentions    | 383          | 14,67        |
| Votants        | Votants          | Votants        | 2 228        | 85,33        |
| Blancs et nuls | Blancs et nuls   | Blancs et nuls | 81           | 3,10         |
| Exprimés       | Exprimés         | Exprimés       | 2 147        | 96,90        |

*sortant

### Canton du Catelet
| Candidats      | Candidats             | Étiquette      | Premier tour | Premier tour |
| Candidats      | Candidats             | Étiquette      | Voix         | %            |
| -------------- | --------------------- | -------------- | ------------ | ------------ |
|                | Raymond Froment*      | PCF            | 2 384        | 50,49        |
|                | Marcel Leclère        | DVD            | 1 852        | 39,22        |
|                | Jean-Jacques Luisetti | FN             | 486          | 10,29        |
|                |                       |                |              |              |
| Inscrits       | Inscrits              | Inscrits       | 6 228        | 100,00       |
| Abstentions    | Abstentions           | Abstentions    | 1 399        | 20,87        |
| Votants        | Votants               | Votants        | 4 928        | 79,13        |
| Blancs et nuls | Blancs et nuls        | Blancs et nuls | 206          | 3,31         |
| Exprimés       | Exprimés              | Exprimés       | 4 722        | 96,69        |

*sortant

### Canton de Charly-sur-Marne
| Candidats      | Candidats       | Étiquette      | Premier tour | Premier tour |
| Candidats      | Candidats       | Étiquette      | Voix         | %            |
| -------------- | --------------- | -------------- | ------------ | ------------ |
|                | Georges Fourré* | DVG            | 3 672        | 57,82        |
|                | Denis Robert    | UMP            | 2 043        | 32,17        |
|                | Gilles Chevet   | FN             | 636          | 10,01        |
|                |                 |                |              |              |
| Inscrits       | Inscrits        | Inscrits       | 9 863        | 100,00       |
| Abstentions    | Abstentions     | Abstentions    | 3 316        | 33,62        |
| Votants        | Votants         | Votants        | 6 547        | 66,38        |
| Blancs et nuls | Blancs et nuls  | Blancs et nuls | 196          | 1,99         |
| Exprimés       | Exprimés        | Exprimés       | 6 351        | 98,01        |

*sortant

### Canton de Condé-en-Brie
| Candidats      | Candidats       | Étiquette      | Premier tour | Premier tour |
| Candidats      | Candidats       | Étiquette      | Voix         | %            |
| -------------- | --------------- | -------------- | ------------ | ------------ |
|                | Éric Mangin*    | UMP            | 2 444        | 55,42        |
|                | Claude Jacquin  | DVG            | 934          | 21,18        |
|                | Mireille Chevet | FN             | 578          | 13,11        |
|                | Bernard Lefort  | PCF            | 454          | 10,29        |
|                |                 |                |              |              |
| Inscrits       | Inscrits        | Inscrits       | 6 418        | 100,00       |
| Abstentions    | Abstentions     | Abstentions    | 1 811        | 28,22        |
| Votants        | Votants         | Votants        | 4 607        | 71,78        |
| Blancs et nuls | Blancs et nuls  | Blancs et nuls | 197          | 3,07         |
| Exprimés       | Exprimés        | Exprimés       | 4 410        | 96,93        |

*sortant

### Canton de Coucy-le-Château-Auffrique
| Candidats      | Candidats            | Étiquette      | Premier tour | Premier tour |
| Candidats      | Candidats            | Étiquette      | Voix         | %            |
| -------------- | -------------------- | -------------- | ------------ | ------------ |
|                | Jean-Claude Dumont*  | PCF            | 3 827        | 63,72        |
|                | Jean-Serge Simon     | DVD            | 1 058        | 17,62        |
|                | Xavier Dall'Ara      | FN             | 653          | 10,87        |
|                | Alban Delforge-Ponce | MoDem          | 468          | 7,79         |
|                |                      |                |              |              |
| Inscrits       | Inscrits             | Inscrits       | 8 599        | 100,00       |
| Abstentions    | Abstentions          | Abstentions    | 2 339        | 27,20        |
| Votants        | Votants              | Votants        | 6 260        | 72,80        |
| Blancs et nuls | Blancs et nuls       | Blancs et nuls | 254          | 2,95         |
| Exprimés       | Exprimés             | Exprimés       | 6 006        | 97,05        |

### Canton de Crécy-sur-Serre
| Candidats      | Candidats           | Étiquette      | Premier tour | Premier tour | Second tour | Second tour |
| Candidats      | Candidats           | Étiquette      | Voix         | %            | Voix        | %           |
| -------------- | ------------------- | -------------- | ------------ | ------------ | ----------- | ----------- |
|                | Bernard Ronsin*     | DVD            | 1 981        | 46,05        | 2 060       | 53,30       |
|                | Jean-Michel Wattier | PS             | 1 205        | 28,01        | 1 805       | 46,70       |
|                | Hervé Tellier       | DVG            | 845          | 19,64        | Retrait     | Retrait     |
|                | Jacques Pawlowski   | FN             | 271          | 6,30         |             |             |
|                |                     |                |              |              |             |             |
| Inscrits       | Inscrits            | Inscrits       | 5 625        | 100,00       | 5 625       | 100,00      |
| Abstentions    | Abstentions         | Abstentions    | 1 127        | 20,04        | 1 583       | 28,14       |
| Votants        | Votants             | Votants        | 4 498        | 79,96        | 4 042       | 71,86       |
| Blancs et nuls | Blancs et nuls      | Blancs et nuls | 196          | 3,48         | 177         | 3,15        |
| Exprimés       | Exprimés            | Exprimés       | 4 302        | 96,52        | 3 865       | 96,85       |

*sortant

### Canton de La Fère
| Candidats      | Candidats           | Étiquette      | Premier tour | Premier tour | Second tour | Second tour |
| Candidats      | Candidats           | Étiquette      | Voix         | %            | Voix        | %           |
| -------------- | ------------------- | -------------- | ------------ | ------------ | ----------- | ----------- |
|                | Frédéric Mathieu    | IDG            | 1 432        | 26,12        | 2 941       | 63,62       |
|                | Raymond Deneuville* | DVD            | 1 309        | 23,87        | 1 682       | 36,38       |
|                | Michel Degouy       | UMP            | 1 127        | 20,55        | Retrait     | Retrait     |
|                | Alain Chantereaux   | PS             | 1 097        | 20,01        | Retrait     | Retrait     |
|                | Jean-Louis Roux     | FN             | 518          | 9,45         |             |             |
|                |                     |                |              |              |             |             |
| Inscrits       | Inscrits            | Inscrits       | 8 425        | 100,00       | 8 425       | 100,00      |
| Abstentions    | Abstentions         | Abstentions    | 2 705        | 32,11        | 3 592       | 42,64       |
| Votants        | Votants             | Votants        | 5 720        | 67,89        | 4 833       | 57,36       |
| Blancs et nuls | Blancs et nuls      | Blancs et nuls | 237          | 2,81         | 210         | 2,03        |
| Exprimés       | Exprimés            | Exprimés       | 5 483        | 97,19        | 4 623       | 97,97       |

*sortant

### Canton de Guise
| Candidats      | Candidats           | Étiquette      | Premier tour | Premier tour |
| Candidats      | Candidats           | Étiquette      | Voix         | %            |
| -------------- | ------------------- | -------------- | ------------ | ------------ |
|                | Daniel Cuvelier*    | PS             | 3 226        | 58,70        |
|                | Christian Lacomblez | UMP            | 1 573        | 28,62        |
|                | Angélique Lebrand   | FN             | 697          | 12,68        |
|                |                     |                |              |              |
| Inscrits       | Inscrits            | Inscrits       | 7 721        | 100,00       |
| Abstentions    | Abstentions         | Abstentions    | 1 957        | 25,35        |
| Votants        | Votants             | Votants        | 5 764        | 74,65        |
| Blancs et nuls | Blancs et nuls      | Blancs et nuls | 268          | 3,47         |
| Exprimés       | Exprimés            | Exprimés       | 5 496        | 96,53        |

*sortant

### Canton d'Hirson
| Candidats      | Candidats            | Étiquette      | Premier tour | Premier tour |
| Candidats      | Candidats            | Étiquette      | Voix         | %            |
| -------------- | -------------------- | -------------- | ------------ | ------------ |
|                | Jean-Jacques Thomas* | PS             | 4 920        | 53,18        |
|                | Marc-Antoine Heuel   | DVD            | 2 921        | 31,57        |
|                | Ginette Devaux       | PCF            | 755          | 8,16         |
|                | Anne-Marie Fournier  | FN             | 656          | 7,09         |
|                |                      |                |              |              |
| Inscrits       | Inscrits             | Inscrits       | 14 219       | 100,00       |
| Abstentions    | Abstentions          | Abstentions    | 4 646        | 32,67        |
| Votants        | Votants              | Votants        | 9 573        | 67,33        |
| Blancs et nuls | Blancs et nuls       | Blancs et nuls | 321          | 2,26         |
| Exprimés       | Exprimés             | Exprimés       | 9 252        | 97,74        |

*sortant

### Canton de Laon-Sud
| Candidats      | Candidats          | Étiquette      | Premier tour | Premier tour | Second tour | Second tour |
| Candidats      | Candidats          | Étiquette      | Voix         | %            | Voix        | %           |
| -------------- | ------------------ | -------------- | ------------ | ------------ | ----------- | ----------- |
|                | Jean-Claude Lamant | UMP            | 3 850        | 39,79        | 3 555       | 44,48       |
|                | Thierry Délerot    | PS             | 3 450        | 35,66        | 4 437       | 55,52       |
|                | François Turquin   | Verts          | 985          | 10,18        |             |             |
|                | Claudine Brunet    | PCF            | 732          | 7,57         |             |             |
|                | Claire Rossini     | FN             | 659          | 6,81         |             |             |
|                |                    |                |              |              |             |             |
| Inscrits       | Inscrits           | Inscrits       | 15 691       | 100,00       | 15 691      | 100,00      |
| Abstentions    | Abstentions        | Abstentions    | 5 584        | 35,59        | 7 439       | 47,41       |
| Votants        | Votants            | Votants        | 10 107       | 64,41        | 8 252       | 52,59       |
| Blancs et nuls | Blancs et nuls     | Blancs et nuls | 431          | 2,75         | 260         | 1,66        |
| Exprimés       | Exprimés           | Exprimés       | 9 676        | 97,25        | 7 992       | 98,34       |

### Canton de Moÿ-de-l'Aisne
| Candidats      | Candidats              | Étiquette      | Premier tour | Premier tour | Second tour | Second tour |
| Candidats      | Candidats              | Étiquette      | Voix         | %            | Voix        | %           |
| -------------- | ---------------------- | -------------- | ------------ | ------------ | ----------- | ----------- |
|                | Frédéric Martin        | PS             | 1 557        | 34,08        | 2 084       | 54,48       |
|                | Vincent Vansteenberghe | DVD            | 1 150        | 25,18        | 1 258       | 32,89       |
|                | Stéphan Anthony        | IDG            | 885          | 19,37        | Retrait     | Retrait     |
|                | Alain Betems           | SE             | 657          | 14,38        | 483         | 12,63       |
|                | Arnaud Phoyu           | FN             | 319          | 6,98         |             |             |
|                |                        |                |              |              |             |             |
| Inscrits       | Inscrits               | Inscrits       | 6 112        | 100,00       | 6 113       | 100,00      |
| Abstentions    | Abstentions            | Abstentions    | 1 335        | 21,84        | 2 164       | 35,40       |
| Votants        | Votants                | Votants        | 4 777        | 78,16        | 3 949       | 64,60       |
| Blancs et nuls | Blancs et nuls         | Blancs et nuls | 209          | 3,42         | 124         | 2,03        |
| Exprimés       | Exprimés               | Exprimés       | 4 568        | 96,58        | 3 825       | 97,97       |

### Canton de Neuilly-Saint-Front
| Candidats      | Candidats        | Étiquette      | Premier tour | Premier tour | Second tour | Second tour |
| Candidats      | Candidats        | Étiquette      | Voix         | %            | Voix        | %           |
| -------------- | ---------------- | -------------- | ------------ | ------------ | ----------- | ----------- |
|                | André Rigaud*    | DVD            | 2 369        | 49,04        | 2 282       | 59,26       |
|                | André Lhermitte  | PS             | 1 440        | 29,81        | 1 569       | 40,74       |
|                | Dominique Padieu | FN             | 674          | 13,95        |             |             |
|                | Michel Raffanel  | PCF            | 348          | 7,20         |             |             |
|                |                  |                |              |              |             |             |
| Inscrits       | Inscrits         | Inscrits       | 7 174        | 100,00       | 7 173       | 100,00      |
| Abstentions    | Abstentions      | Abstentions    | 2 112        | 29,44        | 3 123       | 43,54       |
| Votants        | Votants          | Votants        | 5 062        | 70,56        | 4 050       | 56,46       |
| Blancs et nuls | Blancs et nuls   | Blancs et nuls | 231          | 3,22         | 199         | 2,77        |
| Exprimés       | Exprimés         | Exprimés       | 4 831        | 96,78        | 3 851       | 97,23       |

*sortant

### Canton d'Oulchy-le-Château
| Candidats      | Candidats          | Étiquette      | Premier tour | Premier tour |
| Candidats      | Candidats          | Étiquette      | Voix         | %            |
| -------------- | ------------------ | -------------- | ------------ | ------------ |
|                | Hervé Muzart*      | UMP            | 2 025        | 73,10        |
|                | Élisabeth Henrotte | FN             | 745          | 26,90        |
|                |                    |                |              |              |
| Inscrits       | Inscrits           | Inscrits       | 4 146        | 100,00       |
| Abstentions    | Abstentions        | Abstentions    | 1 010        | 24,36        |
| Votants        | Votants            | Votants        | 3 136        | 75,64        |
| Blancs et nuls | Blancs et nuls     | Blancs et nuls | 366          | 8,83         |
| Exprimés       | Exprimés           | Exprimés       | 2 770        | 91,17        |

*sortant

### Canton de Rozoy-sur-Serre
| Candidats      | Candidats            | Étiquette      | Premier tour | Premier tour | Second tour | Second tour |
| Candidats      | Candidats            | Étiquette      | Voix         | %            | Voix        | %           |
| -------------- | -------------------- | -------------- | ------------ | ------------ | ----------- | ----------- |
|                | Nicolas Fricoteaux   | DVD            | 1 923        | 43,22        | 2 384       | 57,96       |
|                | Guy Le Provost       | DVG            | 1 299        | 29,20        | 1 729       | 42,04       |
|                | Jean-François Pagnon | PS             | 996          | 22,39        | Retrait     | Retrait     |
|                | Gaultier Fauvergue   | FN             | 231          | 5,19         |             |             |
|                |                      |                |              |              |             |             |
| Inscrits       | Inscrits             | Inscrits       | 5 913        | 100,00       | 5 913       | 100,00      |
| Abstentions    | Abstentions          | Abstentions    | 1 287        | 21,77        | 1 692       | 28,61       |
| Votants        | Votants              | Votants        | 4 626        | 78,23        | 4 221       | 71,39       |
| Blancs et nuls | Blancs et nuls       | Blancs et nuls | 177          | 2,99         | 108         | 1,83        |
| Exprimés       | Exprimés             | Exprimés       | 4 449        | 97,01        | 4 113       | 98,17       |

### Canton de Saint-Quentin-Sud
| Candidats      | Candidats           | Étiquette      | Premier tour | Premier tour | Second tour | Second tour |
| Candidats      | Candidats           | Étiquette      | Voix         | %            | Voix        | %           |
| -------------- | ------------------- | -------------- | ------------ | ------------ | ----------- | ----------- |
|                | Alexis Grandin      | UMP            | 3 375        | 33,61        | 3 248       | 39,75       |
|                | Jean-Claude Cappele | IDG            | 2 797        | 27,85        | 4 924       | 60,25       |
|                | Michel Garand       | PS             | 1 746        | 17,39        | Retrait     | Retrait     |
|                | Jean-Luc Tournay    | PCF            | 1 191        | 11,86        |             |             |
|                | Christiane Plonquet | FN             | 739          | 7,36         |             |             |
|                | Daniel Lipka        | NC             | 195          | 1,94         |             |             |
|                |                     |                |              |              |             |             |
| Inscrits       | Inscrits            | Inscrits       | 17 639       | 100,00       | 17 637      | 100,00      |
| Abstentions    | Abstentions         | Abstentions    | 7 122        | 40,38        | 9 212       | 52,23       |
| Votants        | Votants             | Votants        | 10 517       | 59,62        | 8 425       | 47,77       |
| Blancs et nuls | Blancs et nuls      | Blancs et nuls | 474          | 2,69         | 253         | 1,43        |
| Exprimés       | Exprimés            | Exprimés       | 10 043       | 97,31        | 8 172       | 98,57       |

### Canton de Saint-Simon
| Candidats      | Candidats            | Étiquette      | Premier tour | Premier tour |
| Candidats      | Candidats            | Étiquette      | Voix         | %            |
| -------------- | -------------------- | -------------- | ------------ | ------------ |
|                | Roland Renard*       | IDG            | 3 477        | 59,72        |
|                | Sylvain Van Heeswyck | DVD            | 1 700        | 29,20        |
|                | Jean-Jacques Poulet  | FN             | 645          | 11,08        |
|                |                      |                |              |              |
| Inscrits       | Inscrits             | Inscrits       | 8 505        | 100,00       |
| Abstentions    | Abstentions          | Abstentions    | 2 411        | 28,35        |
| Votants        | Votants              | Votants        | 6 094        | 71,65        |
| Blancs et nuls | Blancs et nuls       | Blancs et nuls | 272          | 3,20         |
| Exprimés       | Exprimés             | Exprimés       | 5 822        | 96,80        |

*sortant

### Canton de Soissons-Nord
| Candidats      | Candidats           | Étiquette      | Premier tour | Premier tour | Second tour | Second tour |
| Candidats      | Candidats           | Étiquette      | Voix         | %            | Voix        | %           |
| -------------- | ------------------- | -------------- | ------------ | ------------ | ----------- | ----------- |
|                | Patrick Day*        | PS             | 3 909        | 43,25        | 5 058       | 59,88       |
|                | Isabelle Letrillart | DVD            | 2 568        | 28,41        | 3 389       | 40,12       |
|                | Jean Morel          | DVG            | 1 748        | 19,34        | Retrait     | Retrait     |
|                | Michèle Dell'Ara    | FN             | 813          | 9,00         |             |             |
|                |                     |                |              |              |             |             |
| Inscrits       | Inscrits            | Inscrits       | 15 156       | 100,00       | 15 157      | 100,00      |
| Abstentions    | Abstentions         | Abstentions    | 5 858        | 38,65        | 6 427       | 42,40       |
| Votants        | Votants             | Votants        | 9 298        | 61,35        | 8 730       | 57,60       |
| Blancs et nuls | Blancs et nuls      | Blancs et nuls | 260          | 1,72         | 283         | 1,87        |
| Exprimés       | Exprimés            | Exprimés       | 9 038        | 98,18        | 8 447       | 98,13       |

*sortant

### Canton de Soissons-Sud
| Candidats      | Candidats               | Étiquette      | Premier tour | Premier tour | Second tour | Second tour |
| Candidats      | Candidats               | Étiquette      | Voix         | %            | Voix        | %           |
| -------------- | ----------------------- | -------------- | ------------ | ------------ | ----------- | ----------- |
|                | Serge Vallée            | App. PCF       | 3 010        | 31,81        | 5 133       | 58,14       |
|                | Jean-Marie Carré        | DVG            | 2 300        | 24,31        | Retrait     | Retrait     |
|                | Pascal Tordeux*         | DVD            | 2 177        | 23,01        | 3 695       | 41,86       |
|                | Wallerand de Saint-Just | FN             | 1 103        | 11,66        |             |             |
|                | Alain Thierry           | DVD            | 873          | 9,23         |             |             |
|                |                         |                |              |              |             |             |
| Inscrits       | Inscrits                | Inscrits       | 16 922       | 100,00       | 16 922      | 100,00      |
| Abstentions    | Abstentions             | Abstentions    | 7 124        | 42,10        | 7 682       | 45,40       |
| Votants        | Votants                 | Votants        | 9 798        | 57,90        | 9 240       | 54,60       |
| Blancs et nuls | Blancs et nuls          | Blancs et nuls | 335          | 1,98         | 412         | 2,43        |
| Exprimés       | Exprimés                | Exprimés       | 9 463        | 98,02        | 8 828       | 97,57       |

*sortant

### Canton de Tergnier
| Candidats      | Candidats                  | Étiquette      | Premier tour | Premier tour |
| Candidats      | Candidats                  | Étiquette      | Voix         | %            |
| -------------- | -------------------------- | -------------- | ------------ | ------------ |
|                | Michel Carreau*            | PCF            | 5 003        | 69,97        |
|                | Jean-Pierre Commin-Lagnier | MRC            | 1 247        | 17,44        |
|                | Évelyne Ruelle             | FN             | 900          | 12,59        |
|                |                            |                |              |              |
| Inscrits       | Inscrits                   | Inscrits       | 13 089       | 100,00       |
| Abstentions    | Abstentions                | Abstentions    | 5 552        | 42,42        |
| Votants        | Votants                    | Votants        | 7 537        | 57,58        |
| Blancs et nuls | Blancs et nuls             | Blancs et nuls | 387          | 2,96         |
| Exprimés       | Exprimés                   | Exprimés       | 7 150        | 97,04        |

*sortant

### Canton de Villers-Cotterêts
| Candidats      | Candidats          | Étiquette      | Premier tour | Premier tour | Second tour | Second tour |
| Candidats      | Candidats          | Étiquette      | Voix         | %            | Voix        | %           |
| -------------- | ------------------ | -------------- | ------------ | ------------ | ----------- | ----------- |
|                | Michel Laviolette* | DVD            | 3 040        | 46,52        | 2 910       | 45,95       |
|                | Jean-Claude Pierre | PS             | 2 205        | 33,74        | 2 309       | 36,47       |
|                | Franck Briffaut    | FN             | 1 290        | 19,74        | 1 112       | 17,56       |
|                |                    |                |              |              |             |             |
| Inscrits       | Inscrits           | Inscrits       | 10 165       | 100,00       | 10 165      | 100,00      |
| Abstentions    | Abstentions        | Abstentions    | 3 389        | 33,34        | 3 673       | 36,13       |
| Votants        | Votants            | Votants        | 6 776        | 66,66        | 6 492       | 63,87       |
| Blancs et nuls | Blancs et nuls     | Blancs et nuls | 241          | 2,37         | 161         | 1,58        |
| Exprimés       | Exprimés           | Exprimés       | 6 535        | 97,63        | 6 331       | 98,42       |

*sortant

### Canton de Wassigny
| Candidats      | Candidats            | Étiquette      | Premier tour | Premier tour | Second tour | Second tour |
| Candidats      | Candidats            | Étiquette      | Voix         | %            | Voix        | %           |
| -------------- | -------------------- | -------------- | ------------ | ------------ | ----------- | ----------- |
|                | Charles Wattelle*    | PS             | 1 586        | 43,02        | 1 782       | 55,43       |
|                | Rémi Foix            | UMP            | 1 002        | 27,18        | 1 433       | 44,57       |
|                | André-Paul Tavernier | SE             | 469          | 12,72        |             |             |
|                | Jean-Claude Pagniez  | DVG            | 410          | 11,12        |             |             |
|                | Lydie Huning         | FN             | 220          | 5,97         |             |             |
|                |                      |                |              |              |             |             |
| Inscrits       | Inscrits             | Inscrits       | 4 955        | 100,00       | 4 955       | 100,00      |
| Abstentions    | Abstentions          | Abstentions    | 997          | 20,12        | 1 561       | 31,50       |
| Votants        | Votants              | Votants        | 3 958        | 79,88        | 3 394       | 68,50       |
| Blancs et nuls | Blancs et nuls       | Blancs et nuls | 271          | 5,47         | 179         | 3,61        |
| Exprimés       | Exprimés             | Exprimés       | 3 687        | 94,53        | 3 215       | 96,39       |

*sortant